# Баришовець Юрій Миколайович
Баришовець Юрій Миколайович (нар. 22 вересня 1965, м. Збараж, Тернопільська область, тепер Україна) — український музикант, репрезентант кобзарського репертуару на кобзі взірця Остапа Вересая. Член Національної спілки композиторів України (НСКУ). Лауреат всеукраїнського огляду народної творчості (Тернопіль, 1999), дипломант міжнародного фестивалю українського фольклору (Тернопіль, 2000).
Закінчив Тернопільське музичне училище імені Соломії Крушельницької (клас фортепіано), Івано-Франківський педагогічний інститут (нині Прикарпатський національний університет імені Василя Стефаника).
Учень Володимира Кушпета (1989). Учасник фестивалів сучасної пісні та популярної музики, кобзарських з'їздів.